# Aeroportul Cleve
Aeroportul Cleve (IATA: CVC, ICAO: YCEE) este un aeroport din Australia de Sud, Australia.
Situat la o altitudine de 177 m, aeroportul dispune de o singură pistă.